# Хронологія рекордів України з естафетного бігу 4×100 метрів серед чоловіків
Рекорди України з естафетного бігу 4×100 метрів визнаються Федерацією легкої атлетики України з-поміж результатів, які показали українські легкоатлетичні квартети на біговій доріжці стадіону, за умови дотримання встановлених вимог.
Результати на дистанції естафетного бігу 4×100 метрів почали визнаватись національними рекордами, починаючи з 1922.

## Хронологія рекордів
| | Час   | Команда                                                                      | Місто змагань | Дата змагань  | Примітки          | Відео |
| --- | ----- | ---------------------------------------------------------------------------- | ------------- | ------------- | ----------------- | ----- |
| 1 | 51,6  | Харків В. Стариков В. Кобцев О. Шпаковський Михайло Роматовський             | Харків        | 12-16.08.1922 |                   |       |
| |       |                                                                              |               |               |                   |       |
| 2 | 49,8  | Харків Федір Шалько В. Стариков В. Кобцев О. Шпаковський                     | Харків        | 01-06.08.1923 |                   |       |
| |       |                                                                              |               |               |                   |       |
| 3 | 47,6  | «Металіст» (Харків)                                                          | Харків        | 02.10.1926    |                   |       |
| |       |                                                                              |               |               |                   |       |
| 4 | 46,0  | Київ Василь Калина Михайло Хейфіц Петро Лукашевич Г. Нюренберг               | Київ          | 20.07.1927    |                   |       |
| |       |                                                                              |               |               |                   |       |
| 5 | 45,0  | Харків Ф. Барков С. Шунько Є. Яковлєв А. Яковлєв                             | Харків        | ??.08.1928    |                   |       |
| |       |                                                                              |               |               |                   |       |
| 6 | 44,0  | Київ М. Грибашов Олександр Безруков Георгій Ердман Марко Підгаєцький         | Київ          | ??.06.1935    |                   |       |
| |       |                                                                              |               |               |                   |       |
| 7 | 43,8  | Харків                                                                       | Харків        | 19.06.1937    |                   |       |
| |       |                                                                              |               |               |                   |       |
| 8 | 43,2  | «ДІФКУ» (Харків) Марко Воликов Іван Анисимов Йосип Шедько Павло Топчій       | Харків        | ??.09.1937    |                   |       |
| |       |                                                                              |               |               |                   |       |
| 9 | 42,7  | УРСР Іван Анисимов Петро Денисенко Олександр Ярко Євген Буланчик             | Москва        | 08.09.1949    |                   |       |
| |       |                                                                              |               |               |                   |       |
| 10 | 42,5  | УРСР В. Чечин В. Муравйов І. Сухоруков Євген Буланчик                        | Мінськ        | 31.08.1951    |                   |       |
| |       |                                                                              |               |               |                   |       |
| 11 | 42,2  | УРСР                                                                         | Москва        | 24.08.1953    |                   |       |
| |       |                                                                              |               |               |                   |       |
| 12 | 41,9  | УРСР Михайло Бондаренко Леонід Бартенєв В. Тюрін Тимофій Шевченко            | Київ          | 23.05.1954    |                   |       |
| |       |                                                                              |               |               |                   |       |
| 13 | 41,2  | УРСР Юрій Мойсеєнко Тимофій Шевченко Михайло Бондаренко Леонід Бартенєв      | Тбілісі       | 13-17.11.1955 |                   |       |
| |       |                                                                              |               |               |                   |       |
| 14 | 41,0  | УРСР Ігор Ліпман Михайло Бондаренко Тимофій Шевченко Леонід Бартенєв         | Москва        | 16.08.1956    |                   |       |
| |       |                                                                              |               |               |                   |       |
| 15 | 40,5  | УРСР Ігор Тер-Ованесян Вадим Архипчук Михайло Бондаренко Леонід Бартенєв     | Київ          | 01.11.1958    |                   |       |
| |       |                                                                              |               |               |                   |       |
| 16 | 40,4  | «Динамо» (УРСР) Євген Скорін Микола Кужукін В. Сапаєв Семен Демидов          | Одеса         | 26.08.1969    |                   |       |
| |       |                                                                              |               |               |                   |       |
| 17 | 40,1  | Київ В. Лукаш П. Баришков М. Полінков Валерій Борзов                         | Київ          | 20.06.1971    |                   |       |
| |       |                                                                              |               |               |                   |       |
| 18 | 39,8  | УРСР Федір Панкратов Микола Кужукін Віктор Зоркін Валерій Борзов             | Москва        | 16.07.1971    |                   |       |
| |       |                                                                              |               |               |                   |       |
| 19 | 39,2  | УРСР Федір Панкратов Микола Кужукін Віктор Зоркін Валерій Борзов             | Москва        | 16.07.1971    |                   |       |
| |       |                                                                              |               |               |                   |       |
| 20 | 39,07 | УРСР Сергій Грищенко Дмитро Ваняікін Микола Разгонов Олександр Пуговкін      | Ташкент       | 16.09.1986    |                   |       |
| |       |                                                                              |               |               |                   |       |
| 21 | 38,85 | Україна Ігор Стрельцов Дмитро Ваняікін Олександр Шличков Владислав Дологодін | Портсмут      | 05.06.1993    |                   |       |
| |       |                                                                              |               |               |                   |       |
| 22 | 38,79 | Україна Дмитро Ваняікін Олександр Шличков Олег Крамаренко Сергій Осович      | Бірмінгем     | 25.06.1994    |                   |       |
| |       |                                                                              |               |               |                   |       |
| | 38,76 | Україна Сергій Осович Олег Крамаренко Дмитро Ваняікін Олексій Чихачов        | Гетеборг      | 12.08.1995    |                   |       |
| |       |                                                                              |               |               |                   |       |
| 23 | 38,53 | Україна Костянтин Рурак Сергій Осович Олег Крамаренко Владислав Дологодін    | Мадрид        | 02.06.1996    |                   |       |
| |       |                                                                              |               |               |                   |       |
| 24 | 38,53 | Україна Костянтин Васюков Костянтин Рурак Анатолій Довгаль Олександр Кайдаш  | Мюнхен        | 11.08.2002    |                   |       |
| |       |                                                                              |               |               |                   |       |
| 25 | 38,53 | Україна Еміль Ібрагімов Сергій Смелик Ігор Бодров Віталій Корж               | Нассау        | 25.05.2014    | [ 1 ]             |       |
| |       |                                                                              |               |               |                   |       |
| 26 | 38,51 | Україна Ерік Костриця Андрій Васильєв Кирило Приходько Сергій Смелик         | Ерзурум       | 12.06.2021    | [ 2 ] [ 3 ] [ 4 ] |       |
| 6th International Sprint & Relay Cup, місцевий стадіон, ф2: 1. Туреччина A (Ертан Озкан, Жак Алі Гарві, Кайган Озер, Раміль Гулієв) 38,20. 2. Україна (Костриця, Васильєв, Приходько, Смелик) 38,51. 3. Румунія (Маріус Габріель Тоне, Мар'ян Валентин Танасе, Петре Ніколае Резмівес, Даніель Будін) 39,73. 4. Туреччина U23 (Фуркан Їлдірім, Огуз Уяр, Берк Деніз Джелен, Емре Гектюрк) 39,92. 5. Туреччина B (Умут Уйсал, Іззет Сафер, Їгітджан Гекімоглу, Фатіх Акташ) 40,08. 6. Іран (Мейсам Рашиді, Беньямін Юсефі, Саджад Гашемі, Даніель Бібак) 40,54. |       |                                                                              |               |               |                   |       |
| 3 роки, 278 днів від дати повторення |       |                                                                              |               |               |                   |       |